# La nuova era (album)
| Recensione | Giudizio |
| ---------- | -------- |
| OUTsiders  | [ 1 ]    |

La nuova era è l'undicesimo disco di Babaman, pubblicato il 19 giugno 2012.
Esso contiene 14 tracce: tra i featuring, citiamo quelli con i cantanti reggae Sizzla Kalonji, Burro Banton, Jodian Pantry, e quelli con i rapper Bassi Maestro, Vacca, Mondo Marcio ed Ensi.

## Tracce
1. Have Mercy (Ky-Mani Marley Skit)
2. La realtà (feat. Prod. Double H Groovy) (musica: Sergio Mari)
3. Dritto (musica: Sergio Mari ( Double H Groovy))
4. Teach Us the Way (feat. Sizzla)
5. Rastafari I Me Say
6. Must Affi Survive (feat. Burro Banton)
7. Le bimbe (feat. prod. Double H Groovy) (musica: Sergio Mari)
8. Non sono solo (feat. prod. Double H Groovy) (musica: Sergio Mari)
9. Princess (feat. Jodian Pantry)
10. La gatta (feat. Prod. Double H Groovy) (musica: Sergio Mari)
11. Notte (feat. Ensi)
12. No Man Curse
13. A bocca aperta
14. Illuminati
15. La gatta (Remix) (feat. (Vacca, Primo, Ntò, Amir, Bassi Maestro e Mondo Marcio)

Durata totale: 0:00